# Podvysoká
Podvysoká (maďarsky Határújfalu ) je obec v severozápadním Slovensku v Žilinském kraji a okrese Čadca.